# Antyk po antyku
Antyk po antyku – zbiór esejów Jacka Bocheńskiego pisanych w latach 1973–2009, tworzących wspólną całość. Książka wydana po raz pierwszy w 2010 roku nakładem wydawnictwa Świat Książki.

## Opis treści
Spoiwem esejów jest świat kultury antycznej i jej miejsce we współczesnej rzeczywistości. Autor zastanawia się nad takimi problemami jak co różni człowieka współczesnego i starożytnego oraz analizuje miejsce kultury antycznej w świadomości ludzkiej, przy czym podkreśla, że za jego życia wiele się w tej kwestii zmieniło.
Esej pierwszy, Rzeczy stare i nowe (napisany w 1973 roku i opublikowany w „Twórczości”), stanowi próbę uporządkowania myśli, które przyszły autorowi do głowy w związku z tematem historycznym w literaturze. Bocheński zastanawia się, co ludziom współczesnym (przede wszystkim współczesnemu pisarzowi) uniemożliwia porozumiewanie się z epoką Antyku, a co jest wspólne, ponadczasowe. Esej drugi, Noster (wygłoszony 16 września 2004 roku jako słowo wstępne na setnym jubileuszowym Zjeździe Polskiego Towarzystwa Filologicznego poświęconym tematowi Owidiusz – twórczość, recepcja, legenda), mówi o roli i sensie łaciny we współczesności, a także o pożytku płynącym z filologii klasycznej. Esej trzeci, Opis dzieła niestworzonego (Owidiusz w twórczości Jerzego Stempowskiego), wygłoszony 21 września 2007 roku w Rapperswillu na zorganizowanej przez Muzeum Polskie konferencji Emigracje. Klimat ludzi. Klimat czasu., to próba wyobrażenia sobie dzieła, które nigdy nie powstało: eseju Jerzego Stempowskiego o Owidiuszu. W argumentacji Bocheński opiera się nie tylko na biografii Stempowskiego, ale również na jego korespondencji. Esej czwarty, Z Herbertem w labiryntach, traktuje o przyjaźni autora ze Zbigniewem Herbertem, z którym połączyła go wspólna pasja do antyku. W przypadku Bocheńskiego jest to antyk łaciński, w przypadku Herberta – grecki. Trzy ostatnie eseje, Przypis do Boskiego Juliusza, Przypis do Nazona poety, Przypis do Tyberiusza Cezara, to kulisy powstawania słynnej Trylogii rzymskiej. Autor wyjaśnia m.in. co było impulsem do powstania Trylogii rzymskiej, opowiada o międzynarodowej aferze z Boskim Juliuszem, o problemach z cenzurą. Wyjaśnia również, dlaczego pisanie Tyberiusza Cezara zajęło mu tyle lat.
Książka została nominowana do Nagrody Literackiej „Nike” w 2011 roku.

## Wydania
- Jacek Bocheński, Antyk po antyku, Świat Książki, Warszawa 2010.
- Jacek Bocheński, Antyk po antyku, Świat Książki, Warszawa 2014

## Tłumaczenia
Książka została przetłumaczona na język ukraiński: Antycznist pislia antycznosti, tłum. Wiktor Dmytruk, Piramida, Lwów 2012.
Esej Rzeczy stare i nowe został przetłumaczony na język włoski: Cose vecchie e nuove,, [w:] Conoscenza religiosa, Rzym 1975.